# Montejícar
Montejícar è un comune spagnolo di 2 780 abitanti situato nella comunità autonoma dell'Andalusia.